# Price Tag
"Price Tag" là một bài hát của nghệ sĩ thu âm người Anh Jessie J hợp tác với rapper người Mỹ B.o.B nằm trong album phòng thu đầu tay của cô, Who You Are (2011). Nó được phát hành vào ngày 25 tháng 1 năm 2011 như là đĩa đơn thứ hai trích từ album ở Vương quốc Anh và đầu tiên ở Hoa Kỳ bởi Lava Records và Island Records. Bài hát được viết lời bởi hai nghệ sĩ với Claude Kelly và Dr. Luke, người cũng đồng thời chịu trách nhiệm sản xuất nó, trong đó sử dụng đoạn nhạc mẫu từ bài hát năm 1975 của Black Heat "Zimba Ku" và dẫn đến một vụ kiện giữa hãng đĩa của nhóm với Dr. Luke. Đây là một bản hip hop kết hợp với những yếu tố từ reggae fusion mang nội dung đề cập đến thực trạng về việc mọi người đang trở nên quá ám ảnh về tiền bạc và kêu gọi hãy tận hưởng những khoảnh khắc trong cuộc sống, vốn được lấy cảm hứng từ sự quan sát của Jessie J đối với thế giới xung quanh nơi đồng tiền đang thống trị mọi thứ. Tuy nhiên, nó đã vấp phải một số chỉ trích bởi một số cá nhân cho rằng lời bài hát là đạo đức giả, mặc dù nữ ca sĩ giải thích rằng nó đã bị hiểu sai ý nghĩa thực sự.
Sau khi phát hành, "Price Tag" đa phần nhận được những phản ứng tích cực từ các nhà phê bình âm nhạc, trong đó họ đánh giá cao chất giọng của Jessie J cũng như quá trình sản xuất nó, đồng thời so sánh với bài hát năm 2009 của Miley Cyrus "Party in the U.S.A." vốn được đồng viết lời bởi nữ ca sĩ. "Price Tag" còn gặt hái nhiều giải thưởng và đề cử tại những lễ trao giải lớn, bao gồm đề cử tại giải Brit năm 2012 cho Đĩa đơn Anh quốc của năm. Nó cũng gặt hái những thành công vượt trội về mặt thương mại, đứng đầu các bảng xếp hạng ở Bỉ, Pháp, Ireland, New Zealand và Vương quốc Anh, và lọt vào top 10 ở hầu hết những quốc gia nó xuất hiện, bao gồm vươn đến top 5 ở Úc, Canada, Đức, Ý, Nhật Bản và Hà Lan. Tại Hoa Kỳ, bài hát đạt vị trí thứ 23 trên bảng xếp hạng Billboard Hot 100, trở thành đĩa đơn đầu tiên của Jessie J và thứ tư của B.o.B vươn đến top 40 tại đây, cũng như đạt được chứng nhận bốn đĩa Bạch kim từ Hiệp hội Công nghiệp ghi âm Mỹ (RIAA). Tính đến nay, nó đã bán được hơn 6.4 triệu bản trên toàn cầu, trở thành một trong những đĩa đơn bán chạy nhất mọi thời đại.
Video ca nhạc cho "Price Tag" được đạo diễn bởi Philip Andelman, trong đó bao gồm những cảnh Jessie J trình diễn bài hát trong nhiều bối cảnh khác nhau như ở trong một hộp nữ trang lớn, với một chú gấu bông lớn và dưới một cây tiền. Để quảng bá bài hát, nữ ca sĩ đã trình diễn nó trên nhiều chương trình truyền hình và lễ trao giải lớn, bao gồm The Ellen DeGeneres Show, The Graham Norton Show, Jimmy Kimmel Live!, Saturday Night Live, The Tonight Show with Jay Leno, Top Of The Pops, Wetten, dass..?, giải Video âm nhạc của MTV năm 2011, giải Âm nhạc châu Âu của MTV năm 2011 và lễ bế mạc Thế vận hội Mùa hè London 2012, cũng như trong nhiều chuyến lưu diễn của cô. Được đánh giá là bài hát trứ danh trong sự nghiệp của cô, "Price Tag" đã được hát lại và sử dụng làm nhạc mẫu bởi nhiều nghệ sĩ khác nhau, như Christina Grimmie, Conor Maynard, Karmin, The Wombats và dàn diễn viên của Pitch Perfect. Vào tháng 12 năm 2011, Jessie J đã thu âm lại bài hát theo chủ đề Giáng sinh kết hợp với giai điệu từ "Jingle Bells", và hợp tác với của ca sĩ người Anh Jan.

## Danh sách bài hát
- Đĩa CD / Tải kĩ thuật số[1][2]

1. "Price Tag" (hợp tác với B.o.B) – 3:41
2. "Price Tag" (hợp tác với Devlin) (Shux phối) – 3:27
3. "Price Tag" (Benny Page phối lại) – 4:29
4. "Price Tag" (Doman & Gooding phối lại) – 4:58
5. "Price Tag" (bản acoustic) – 3:19

- Đĩa đơn tại Đức[3]

1. "Price Tag" (hợp tác với B.o.B) – 3:41
2. "Price Tag" (bản acoustic) – 3:19

## Xếp hạng
| Bảng xếp hạng (2011-12)               | Vị trí cao nhất |
| ------------------------------------- | --------------- |
| Úc (ARIA)                             | 2               |
| Áo (Ö3 Austria Top 40)                | 11              |
| Bỉ (Ultratop 50 Flanders)             | 1               |
| Bỉ (Ultratop 50 Wallonia)             | 1               |
| Canada (Canadian Hot 100)             | 4               |
| Cộng hòa Séc (Rádio Top 100)          | 3               |
| Đan Mạch (Tracklisten)                | 14              |
| Phần Lan (Suomen virallinen lista)    | 20              |
| Pháp (SNEP)                           | 1               |
| Đức (Official German Charts)          | 3               |
| Hungary (Rádiós Top 40)               | 1               |
| Ireland (IRMA)                        | 1               |
| Ý (FIMI)                              | 5               |
| Nhật Bản (Japan Hot 100)              | 3               |
| Hà Lan (Dutch Top 40)                 | 2               |
| Hà Lan (Single Top 100)               | 3               |
| New Zealand (Recorded Music NZ)       | 1               |
| Na Uy (VG-lista)                      | 6               |
| Ba Lan (Polish Airplay Top 100)       | 2               |
| Romania (Romanian Top 100)            | 3               |
| Scotland (OCC)                        | 1               |
| Slovakia (Rádio Top 100)              | 4               |
| Hàn Quốc (Gaon International Singles) | 4               |
| Tây Ban Nha (PROMUSICAE)              | 17              |
| Thụy Điển (Sverigetopplistan)         | 17              |
| Thụy Sĩ (Schweizer Hitparade)         | 7               |
| Anh Quốc (OCC)                        | 1               |
| Hoa Kỳ Billboard Hot 100              | 23              |
| Hoa Kỳ Adult Pop Airplay (Billboard)  | 19              |
| Hoa Kỳ Dance Club Songs (Billboard)   | 1               |
| Hoa Kỳ Pop Airplay (Billboard)        | 12              |

| Bảng xếp hạng (2011)                     | Vị trí |
| ---------------------------------------- | ------ |
| Australia (ARIA)                         | 9      |
| Australia Urban (ARIA)                   | 3      |
| Austria (Ö3 Austria Top 75)              | 70     |
| Belgium (Ultratop 50 Flanders)           | 23     |
| Belgium (Ultratop 40 Wallonia)           | 13     |
| Canada (Canadian Hot 100)                | 22     |
| Denmark (Tracklisten)                    | 48     |
| France (SNEP)                            | 36     |
| Germany (Official German Charts)         | 35     |
| Hungary (Rádiós Top 40)                  | 11     |
| Ireland (IRMA)                           | 10     |
| Israel (Media Forest)                    | 12     |
| Italy (FIMI)                             | 29     |
| Japan (Japan Hot 100)                    | 28     |
| Netherlands (Dutch Top 40)               | 13     |
| Netherlands (Single Top 100)             | 21     |
| New Zealand (Recorded Music NZ)          | 7      |
| Romania (Romanian Top 100)               | 16     |
| South Korea (Gaon International Singles) | 14     |
| Spain (PROMUSICAE)                       | 45     |
| Sweden (Sverigetopplistan)               | 78     |
| Switzerland (Schweizer Hitparade)        | 24     |
| UK Singles (Official Charts Company)     | 4      |
| US Billboard Hot 100                     | 93     |
| Bảng xếp hạng (2013)                     | Vị trí |
| South Korea (Gaon International Singles) | 141    |

| Bảng xếp hạng                        | Vị trí |
| ------------------------------------ | ------ |
| UK Singles (Official Charts Company) | 132    |

## Chứng nhận
| Quốc gia                                                                           | Chứng nhận  | Số đơn vị/doanh số chứng nhận |
| ---------------------------------------------------------------------------------- | ----------- | ----------------------------- |
| Úc (ARIA)                                                                          | 6× Bạch kim | 420.000^                      |
| Bỉ (BEA)                                                                           | Vàng        | 15.000*                       |
| Đan Mạch (IFPI Đan Mạch) Nhạc số                                                   | Vàng        | 15.000^                       |
| Đan Mạch (IFPI Đan Mạch) Streaming                                                 | Vàng        | 1.300.000^                    |
| Đức (BVMI)                                                                         | Bạch kim    | 500.000‡                      |
| Ý (FIMI)                                                                           | Bạch kim    | 30.000*                       |
| New Zealand (RMNZ)                                                                 | 2× Bạch kim | 30.000*                       |
| Hàn Quốc (Gaon Chart)                                                              | —           | 475,768                       |
| Thụy Điển (GLF)                                                                    | 2× Bạch kim | 40.000‡                       |
| Thụy Sĩ (IFPI)                                                                     | Vàng        | 15.000^                       |
| Anh Quốc (BPI)                                                                     | 2× Bạch kim | 1,338,554                     |
| Hoa Kỳ (RIAA)                                                                      | 4× Bạch kim | 4.000.000‡                    |
| * Chứng nhận dựa theo doanh số tiêu thụ. ^ Chứng nhận dựa theo doanh số nhập hàng. |             |                               |

## Lịch sử phát hành
| Quốc gia       | Ngày                | Định dạng                 | Hãng đĩa                         |
| -------------- | ------------------- | ------------------------- | -------------------------------- |
| Hoa Kỳ         | 25 tháng 1 năm 2011 | Tải kĩ thuật số           | Lava Records, Universal Republic |
| Hoa Kỳ         | 25 tháng 1 năm 2011 | Top 40/Mainstream airplay | Lava Records, Universal Republic |
| Vương quốc Anh | 31 tháng 1 năm 2011 | Tải kĩ thuật số           | Lava Records, Island Records     |
| Vương quốc Anh | 7 tháng 3 năm 2011  | CD                        | Lava Records, Island Records     |
| Đức            | 6 tháng 5 năm 2011  | CD                        | Lava Records, Universal Republic |
| Đài Loan       | 27 tháng 2 năm 2011 | Tải kĩ thuật số           | Universal Music Group            |